# Vnitřní správa
Tento článek popisuje vnitřní správu státu z pohledu veřejné správy České republiky. Vnitřní správu z hlediska činnosti spojených s výkonem státní správy lze chápat jako činnost ve vztahu k fyzickým a právnickým osobám a k zajištění úkolů státních orgánů v souvislosti s výkonnou a nařizovací činností.

## Historie
Výsledkem procesu specializace správních činností a konstituování odpovídajících správních orgánů bylo rozčlenění veřejné správy na pět základních odvětví, která dnes již můžeme nazvat odvětvími klasickými. Byla to správa 
- finanční,
- obrany země,
- zahraničních věcí,
- justiční.

V období tzv. policejního státu bylo pro celou oblast vnitřní správy používáno označení správa policejní. Vznikla nová specializovaná odvětví státní správy, která se vydělovala z odvětví vnitřní správy, jako např. správa zdravotnictví, správa školství, správa dopravy, správa zemědělství a další.

## Vnitřní správa
Z hlediska obsahu a účelu jednotlivých institutů je možno obsah správy rozdělit na čtyři skupiny společenských vztahů upravených normami správního práva:
1. zabezpečení osobního stavu obyvatelstva, kam patří,
  - jméno a příjmení,
  - matriky,
  - evidence obyvatel – hlášení pobytu,
  - občanský průkaz,
  - cestovní doklady,
  - pobyt cizinců, azyl,
  - státní občanství,
2. právo sdružovací a shromažďovací,
3. archivnictví,
4. územní členění státu, státní symboly, sčítání lidu.

## Právní úprava vnitřní správy
Zabezpečení osobního stavu obyvatelstva
- zákon č. 301/2000 Sb., o matrikách, jménu a příjmení a o změně některých souvisejících zákonů,
- zákon č. 133/2000 Sb., o evidenci obyvatel,
- zákon č. 328/1999 Sb., o občanských průkazech,
- zákon č. 329/1999 Sb., o cestovních dokladech,
- zákon č. 326/1999 Sb., o pobytu cizinců na území ČR,
- zákon č. 325/1999 Sb., o azylu,
- zákon č. 186/2013 Sb., o státním občanství České republiky.

Právo spolkové. Právo shromažďovací
- zákon č. 89/2012 Sb., občanský zákoník,
- zákon č. 84/1990 Sb., o právu shromažďovacím.

Archivnictví
- zákon č. 97/1994 Sb., o archivnictví

Územní členění státu. státní symboly. Sčítání lidu
- zákon č. 36/1960 Sb., o územním členění státu,
- zákon ČNR č. 3/1993 Sb., o státních symbolech ČR,
- zákon ČNR č. 68/1990 Sb., o užívání státního znaku, státní vlajky a ostatních státních symbolů ČR,
- zákon č. 296/2009 Sb., sčítání lidu, domů a bytů v roce 2011.

Práva a povinnosti osob, které souvisejí s vytvářením, užíváním, provozem a rozvojem informačních systémů veřejné správy upravuje zákon č. 365/2000 Sb., o informačních systémech veřejné správy, kterým byl rovněž zřízen Úřad pro veřejné informační systémy jako ústřední správní úřad pro vytváření a rozvoj informačních systémů veřejné správy. Pro oblast vnitřní správy, vyznačující se do značné míry zpracováváním stanovených druhů osobních údajů, je významným zákon č. 101/2000 Sb., o ochraně osobních údajů. Tímto zákonem byl zřízen Úřad pro ochranu osobních údajů jako nezávislý orgán.
Při uplatnění svých pravomocí mohou orgány vykonávající vnitřní správu významně zasahovat do základních práv a svobod jednotlivců. Základem dílčích právních úprav i vlastní realizace správních činností jsou zásady vtělené do Ústava ČR, z nichž prioritní význam má zásada legality, a dále odpovídající ustanovení LZPS, upravujících příslušná práva a svobody, např. právo shromažďovací a sdružovací, svobodu pohybu a pobytu…)

## Orgány vnitřní správy
Ústředním orgánem státní správy pro vnitřní věci je Ministerstvo vnitra.
Hlavními oblastmi věcné působnosti Ministerstva vnitra stanovené citovaným zákonem ve věcech vnitřních, pokud ponecháme stranou jeho kompetence ve věcech policejních, resp. bezpečnostní správy a krizového řízení, jsou věci:
- jména a příjmení, matriky, státní občanství, občanské průkazy, hlášení pobytu, evidenci obyvatel a rodná čísla,
- sdružovací a shromažďovací právo a povolování organizací s mezinárodním prvkem,
- veřejné sbírky,
- archivnictví a spisovou službu,
- zbraně a střelivo,
- cestovní doklady, povolování pobytu cizinců a postavení uprchlíků,
- územní členění státu,
- státní hranice, jejich vyměřování, udržování a vedení dokumentárního díla a zřizování, uzavírání a změny charakteru hraničních přechodů,
- státní symboly,
- volby do zastupitelstev územní samosprávy, do Parlamentu České republiky, do Evropského parlamentu konané na území České republiky a volbu prezidenta republiky,
- krizové řízení, civilní nouzové plánování, ochranu obyvatelstva a integrovaný záchranný systém,
- oblast elektronického podpisu,
- oblast informačních systémů veřejné správy.

Na výkonu vnitřní správy se v souladu s příslušnými předpisy upravujícími jednotlivé úseky vnitřní správy podílejí Kraje a obce, resp. jejich úřady, převážně v přenesené působnosti. Policie ČR se podílí na výkonu státní správy na úseku pobytu cizinců a ve věcech azylových.

## Osobní stav obyvatelstva

### Rodné číslo
Rodné číslo je identifikátorem fyzické osoby, upravuje je zákon č. 133/2000 Sb. o evidenci obyvatel a rodných číslech, a určuje je Ministerstvo vnitra. Rodné číslo je 10místné číslo, které je dělitelné jedenácti beze zbytku.
Formát rodného čísla:
625402/1774
1774 – je rozlišujícím znakem obyvatel narozených v témž kalendářním dnu
02 – Den narození
54 – Měsíc narození u žen zvýšené o 50
62 – Rok narození
Rodná čísla přidělená fyzickým osobám narozeným před 1. lednem 1954 mají stejnou strukturu, jsou však devítimístná s třímístnou koncovkou a nesplňují podmínku dělitelnosti jedenácti.
Ministerstvo předává rodná čísla výdejovým místům, kterými jsou:
- Matriční úřad, který přiděluje rodná čísla FO narozeným na území ČR
- Zvláštní matrika, která přiděluje rodná čísla občanům narozeným v zahraničí
- Policie ČR, která přiděluje rodná čísla cizincům s povolením k pobytu na území ČR a dále cizincům, kterým byl udělen azyl na území ČR
- Ministerstvo vnitra, které přiděluje rodná čísla obyvatelům, kteří nejsou uvedeni v předcházejícím textu a cizincům, kteří o přidělení rodného čísla požádají pro splnění podmínek podle zvl. Právních předpisů, dále přiděluje rodná čísla pro potřeby policie, celní správy a zpravodajských služeb podle zvl. Právních předpisů.

Rodné číslo přidělí výdejové místo
- fyzické osobě při narození nebo nezrušitelném osvojení,
- občanu, který dosud rodné číslo neměl,
- cizinci s povolením k pobytu na území ČR,
- cizinci, kterému byl udělen azyl na území ČR,
- cizinci, který o přidělení rodného čísla požádá po splnění podmínek.

Totéž rodné číslo nesmí být přiděleno více fyzický osobám. Rodné číslo je oprávněna užívat nebo rozhodovat o jeho využívání v mezích stanovených zákonem výlučně fyzická osoba, které bylo rodné číslo přiděleno, nebo její zákonný zástupce.
Ministerstvo spravuje a pro účely tvorby, určování, předávání, přidělování, ověřování, osvědčování a provádění změn rodných čísel zpracovává Registr RČ. Registr obsahuje veškerá určená rodná čísla. Registr je informační systém veřejné správy, který je samostatnou funkční částí informačního systému, v němž jsou využívána veškerá rodná čísla a další pomocné související údaje.
Rodné číslo lze využívat jen:
- jde-li o činnost ministerstev, jiných správních úřadů, orgánů pověřených výkonem státní správy, vyplývající z jejich zákonem stanovené působnosti, nebo notářů pro potřeby vedení Centrální evidence závětí,
- stanoví-li tak zvláštní zákon, nebo
- se souhlasem nositele rodného čísla nebo jeho zákonného zástupce.

Dokladem o přiděleném rodném čísle je
- rodný list, oddací list nebo úmrtní list, na němž je uvedeno rodné číslo nositele rodného čísla a list registrovaného partnerství,
- samotný doklad o přiděleném RČ,
- občanský průkaz,
- cestovní doklad, pokud je v něm uvedeno rodné číslo,
- průkaz o povolení pobytu pro cizince, nebo
- průkaz o povolení pobytu azylanta

V případě, že nositel rodného čísla nemůže prokázat, že mu bylo přiděleno rodné číslo žádným z dokladů, požádá ministerstvo o osvědčení vydávání rodného čísla.
Změna rodného čísla se provede v případě, kdy
- totožné rodné číslo bylo přiděleno dvěma nebo více nositelům rodného čísla,
- bylo přiděleno chybné rodné číslo,
- došlo k nezrušitelnému osvojení, nebo
- došlo ke změně pohlaví.

Změnou rodného čísla se rozumí přidělení nového rodného čísla.
V případě, že nositel rodného čísla nebo jeho zákonný zástupce zjistí jakékoliv nesrovnalosti v přiděleném rodném čísle nositele rodného čísla anebo získá pochybnosti o jeho jedinečnosti, písemně požádá ministerstvo o osvědčení rodného čísla v registru.

### Matriky
Matriky jsou státní evidencí narození, uzavření manželství, vzniku registrovaného partnerství a úmrtí fyzických osob.
Vedení matričních knih a úkony zabezpečované v souvislosti s vedením matričních knih jsou výkonem státní správy.
Matrika se dělí na:
- matriku narození, pro kterou se vede kniha narození,
- matriku manželství, pro kterou se vede kniha manželství,
- matriku registrovaného partnerství, pro kterou se vede kniha registrovaného partnerství,
- matriku úmrtí, pro kterou se vede kniha úmrtí.

Matriční knihy jsou vytvořeny z předem svázaných tiskopisů.
Působnost na úseku matrik obecně přísluší tzv. „matričním úřadům“, kterými jsou obecní úřady, městské úřady, úřady městských částí.
Do matriční knihy se zapisují:
- matriční událost (narození, sňatek, úmrtí)
- rozhodnutí jako např. údaje o osvojení, určení otcovství, změna jména a příjmení, rozhodnutí o prohlášení manželství za neplatné, nebo o tom že manželství nevzniklo, rozvod manželství.[4]

Zápisy se provádějí do matriční knihy rukopisně, v úřední místnosti.
Matriční úřad vede pro matriční knihy narození, manželství, úmrtí za každý kalendářní rok samostatně. Sbírku listin tvoří listiny, které slouží jako podklad pro matriční zápis, jeho změnu či opravu.
Příslušnost matričního úřadu:
- k zápisu narození a úmrtí do matriční knihy je matriční úřad, v jehož správním obvodu se fyzická osoba narodila nebo zemřela,
- matriční úřad, v jehož správní obvodu byl uzavřen sňatek.

Do knihy narození se zapisují narození všech dětí (i mrtvě narozených a nalezených) v obvodu, pro který se matrika vede, a to bez rozdílu státní příslušnosti.
Do knihy manželství se zapisují údaje o uzavření manželství v matričním obvodě (osobní údaje snoubenců, jejich rodičů a svědků, dohoda o příjmení manželů a dětí). Zapisují se rovněž skutečnosti týkající se zejména trvání manželství (rozhodnutí o rozvodu, o neplatnosti manželství, o prohlášení za mrtvého) i změna příjmení po rozvodu.
Do knihy úmrtí se zapisují úmrtí osob zemřelých v matričním obvodu, jakož i údaje o nalezených mrtvolách, přičemž se zapisují osobní údaje zemřelé osoby a příčina její smrti.
Matriční knihy zůstanou uloženy po provedení posledního zápisu u matričního úřadu:
- kniha narození po dobu 100 let
- kniha manželství po dobu 75 let
- kniha úmrtí po dobu 75 let

Matriční doklad obsahuje údaje zapsané v matrice. 
Matričními doklady jsou:
- rodný list (zelený)
- oddací list (červený)
- úmrtní list (černý)
- list registrovaného partnerství (modrý)

Základní pojmy a postup matričních úřadů
- zápis do matriční knihy
- dodatečný zápis do matriční knihy
- dodatečný záznam do matriční knihy
- oprava zápisu v matriční knize
- uzavření zápisu, dodatečného zápisu a dodatečného záznamu v matriční knize
- obnovení matriční knihy a sbírku listin

Matriky naplňují několik funkcí:
- funkce registrační
- funkce evidenční
- funkce osvědčovací
- funkce listinná, spočívající v možnosti oprávněné osoby (člena rodiny, pro účely úředního šetření, k vědeckým nebo literárním účelům) požádat o výpis z matriky.

### Evidence obyvatel
V evidenci obyvatel se vedou údaje o občanech ČR, osobách, které pozbyly státní občanství ČR a cizincích, kteří jsou matkou, otcem, popřípadě jiným zákonným zástupcem, manželem, registrovaným partnerem nebo dítětem občana.
Státní správu na úseku evidence obyvatel vykonává: 
- Ministerstvo vnitra,
- krajský úřad,
- obecní úřad obce s rozšířenou působností,
- všechny obecní úřady.

Evidence obyvatel je vedena v informačním systému jehož správcem je Ministerstvo vnitra.
V informačním systému se o občanech vedou tyto údaje:
- jméno a příjmení, rodné příjmení
- RČ, datum narození,
- pohlaví,
- místo a okres narození (narození v cizině místo a stát kde se občan narodil),
- rodné číslo,
- státní občanství,
- adresa trvalého pobytu (včetně předchozích),
- počátek a konec trvalého pobytu na území ČR,
- zbavení nebo omezení způsobilosti k právním úkonům,
- zákaz pobytu,
- rodné číslo otce, matky, popřípadě jiného zákonného zástupce,
- rodinný stav, datum a místo uzavření manželství,
- rodné číslo manžela,
- rodné číslo dítěte,
- údaje o osvojení dítěte,
- záznam o poskytnutí údajů,
- datum, místo a okres úmrtí,
- den, který byl v rozhodnutí soudu o prohlášení za mrtvého uveden také den smrti,
- a další údaje uvedené v § 3 odst. 3 zákona o evidenci obyvatel.

Zdroje informačního systému
Na ministerstvo předává bez zbytečného odkladu údaje:
- krajský úřad – údaje o nabytí a pozbytí státního občanství
- obecní úřad obce s rozšířenou působností – údaje o trvalém pobytu, změny názvů ulic a popisných čísel, změna pohlaví …
- matriční úřad – matriční údaje
- obecní úřad – údaje o změnách názvů obce
- útvar Policie ČR – údaje o vydávání povolení k trvalému pobytu cizince a povolení k pobytu azylanta, údaje o vyhoštění…

Ministerstvo vnitra, krajské úřady a obecní úřady obcí poskytují údaje z informačního systému (a to i způsobem, umožňující dálkový přístup), pokud tak stanoví zvláštní právní předpis, nebo pokud to vyžaduje činnost orgánů státní správy a orgánů pověřených jejím výkonem, vyplývající z jejich zákonem stanovené působnosti. Takto poskytnuté údaje však nemohou být shromažďovány, předávány a využívány mimo stanovenou působnost. Ochrana dat musí být zajištěna před náhodným nebo neoprávněným přístupem nebo zpracováním.
Místem trvalého pobytu se rozumí adresa pobytu občana v České republice, kterou si občan zvolí zpravidla v místě, kde má rodinu, rodiče, byt nebo zaměstnání.
Občan může mít jen jedno místo trvalého pobytu, a to v objektu který je označen číslem popisným nebo evidenčním, popřípadě orientačním, a který je podle stavebního zákona určen pro bydlení, ubytování nebo individuální rekreaci. 
S přihlášením občana k trvalému pobytu nevyplývají žádná práva k objektu ani k vlastníkovi nemovitosti. 
Místem trvalého pobytu občana v době jeho narození je místo trvalého pobytu matky, pokud se rodiče nedohodnou jinak. 
Změnu místa trvalého pobytu občan ohlásí ohlašovně v místě nového trvalého pobytu, k čemuž je povinen: 
- vyplnit a podepsat přihlašovací tiskopis (příloha) se stanovenými údaji,
- předložit občanský průkaz,
- doložit vlastnictví bytu nebo domu, nebo doložit oprávněnost užívání bytu, nebo předložit úředně ověřené písemné potvrzení oprávněné osoby (starší 18 let) o souhlasu s ohlášením změny místa trvalého pobytu.

Při změně místa trvalého pobytu ohlašovna oddělení vyznačenou část občanského průkazu, občanovi vydá potvrzení o změně místa trvalého pobytu a bezodkladně nahlásí číslo potvrzení obecnímu úřadu obce s rozšířenou působností, který občanský průkaz vydal. 
Ohlašovna je povinna oznámit vlastníku objektu změnu v počtu přihlášených osob. Za občana mladšího 15 let ohlásí změnu místa trvalého pobytu jeho zákonný zástupce, popřípadě pěstoun. Rozhodnutí ohlašovny jsou vydávána v režimu správního řízení. Za ohlášení změny místa trvalého bydliště se hradí správní poplatek.

### Jméno a příjmení
Jméno a příjmení jsou důležitými osobními údaji a znaky individualizace osoby. Každá osoba, ať občan České republiky, cizinec, uprchlík nebo bezdomovec, má jméno a příjmení, pod kterým vystupuje v právních vztazích a které určují její totožnost.
Od 18. století se vyvíjí právní úprava jména jako veřejnoprávní; k rodnému (osobnímu) jménu každé osoby se připisuje i jméno rodinné (příjmení). Užívání jména a příjmení, jejich změna i ochrana jsou upraveny normami správního práva (zejména zákon č. 301/2000 Sb., zákon č. 101/2000 Sb.) a práva občanského. Dalšími znaky individualizace osoby jsou: datum narození, státní občanství, místo trvalého pobytu, rodné číslo. 
Do matriky mohou být zapsána jména, která nesmí být stejná. Občan, který má v matrice zapsáno jedno jméno, může před matričním úřadem prohlásit, že bude užívat dvě jména. Jméno, resp. jména se zapíší podle souhlasného prohlášení rodičů a jinak podle pravomocného rozhodnutí soudu. Do matriční knihy nelze zapsat jména zkomolená, zdrobnělá a domácká ani jména žijícího sourozence při společných rodičích. 
Osvojitelé mají právo do 6 měsíců od právní moci rozsudku o osvojení zvolit osvojenci souhlasným prohlášením před matričním úřadem jiné jméno, resp. jména. Zánik nebo zrušení osvojení nemají vliv na takto získané jméno osvojence.
Mají-li rodiče dítěte společné příjmení, zapíše se příjmení dítěte podle příjmení rodiče. Není-li tomu tak, určení příjmení dítěte závisí na dohodě rodičů při uzavření manželství. Dítěte. Jehož rodiče neuzavřeli manželství, se zapíše příjmení podle dohody rodičů při určení otcovství souhlasným prohlášením rodičů, nebo podle pravomocného rozsudku soudu o určení otcovství. U dítěte staršího 15 let musí být připojen k této dohodě jeho souhlas. Nelze-li dosáhnout dohody rodičů o příjmení dítěte, přísluší rozhodnutí soudu.
Příjmení žen se tvoří v souladu s pravidly české mluvnice („-ová“) (výjimky § 69 zákona o matrikách).
Do právní úpravy příjmení vnesla v roce 1998 určitou změnu novela zákona o rodině. K dosavadním možnostem přibyla nová možnost souhlasně prohlásit, že spolu s příjmením společným bude jeden z nich užívat a na druhém místě uvádět příjmení předchozí.
Změnu jména nebo příjmení může povolit na žádost občana, případně jejích zákonných zástupců, matriční úřad, v jehož správním obvodu je žadatel přihlášen k trvalému pobytu. Zákon stanoví náležitosti žádosti. Změna příjmení se povolí, zejména jde-li o příjmení hanlivé nebo směšné, nebo je-li pro to vážný důvod. Povolení změny jména a příjmení má charakter správního rozhodnutí. Ke změně společného příjmení manželů je třeba souhlasu druhého manžela, povolená změna se pak vztahuje i na nezletilé děti.
Do knihy manželství se zapíše oznámení rozvedeného manžela, že přijímá zpět své dřívější příjmení.
Za trvání manželství může být změna příjmení povolena pouze na základě souhlasu obou manželů. Mají-li manželé společné příjmení a je-li povolena změna příjmení jednomu z nich, vztahuje se tato změna i na příjmení druhého manžela a příjmení jejich nezletilých dětí.
Užívání jména a příjmení je nejen právem občana, ale i právní povinností. Porušení této povinnosti je přestupkem, pokud nejde o trestný čin. 
Ochranu jména zaručuje čl. 10 odst. 1 LZPS, jakožto jedno ze základních práv. Ochranu jména jako součásti práva na ochranu osobnosti poskytuje soud podle občanskoprávních norem.

### Občanský průkaz
Občanský průkaz je veřejná listina, kterou občan prokazuje své jméno, příjmení, rodné číslo, podobu a státní občanství České republiky, jakož i další údaje zapsané v ní podle zákona č. 328/1999 Sb., o občanských průkazech. Občanský průkaz je povinen mít občan, který dosáhl věku 15 let a trvalý pobyt má na území ČR. Občanský průkaz se vyhotoví občanovi do 30 dnů. Občanský průkaz je zakázáno ponechat a přijímat jako zástavu a odebírat jej při vstupu do objektu nebo na pozemky. 
Doba platnosti občanského průkazu je při jeho vydání
- 5 let u občanů ve věku od 15 do 20 let a
- 10 let u občanů starších 20 let.

Správní poplatek:
a) Vydání občanského průkazu se strojově čitelnými údaji a s kontaktním elektronickým čipem Kč 500
b) Vydání občanského průkazu bez strojově čitelných údajů s dobou platnosti 1 měsíc Kč 100
c) Vydání občanského průkazu bez strojově čitelných údajů s dobou platnosti na 3 měsíce Kč 100
d) Vydání občanského průkazu občanu mladšímu 15 let Kč 50
e) Vydání občanského průkazu občanu staršímu 15 let, který nemá trvalý pobyt na území České republiky Kč 100
f) Vydání občanského průkazu se strojově čitelnými údaji za průkaz poškozený, zničený, ztracený, odcizený nebo za průkaz obsahující neoprávněně provedené zápisy Kč 100

### Cestovní doklady
Každý, kdo se oprávněně zdržuje na území ČR, má právo svobodně je opustit, a každý občan ČR má právo na svobodný vstup na území ČR, což představuje podstatnou součást základních svobod pohybu a pobytu ve smyslu čl. 14 LZPS, které mohou být omezeny za stanovených podmínek pouze zákonem. Základem právní úpravy je zákon č. 329/1999 Sb., o cestovních dokladech.
Cestovní doklad je veřejná listina opravňující k opuštění území ČR přes hraniční přechod. Cestovní doklad je zakázáno ponechávat a přijímat jako zástavu a odebírat jej při vstupu do objektu nebo na pozemky.
Překročit vnější hranici přes hraniční přechod lze jen s platným cestovním dokladem, v provozní době a v souladu s účelem zřízení hraničního přechodu, pokud zvláštní právní předpis nestanoví jinak. K překročení hranice s členským státem Evropské unie lze jako cestovní doklad použít i občanský průkaz. Občanský průkaz lze použít jako cestovní doklad také k překročení vnější hranice, pokud tak stanoví mezinárodní smlouva nebo pokud je cizí stát, který uznal občanský průkaz jako cestovní doklad, uveden v seznamu států, do nichž lze vnější hranici překročit s občanským průkazem. Tento seznam zveřejňuje Ministerstvo zahraničních věcí sdělením ve Sbírce zákonů.
Druhy cestovních dokladů:
- cestovní pas,
- diplomatický pas,
- služební pas,
- cestovní průkaz,
- náhradní cestovní doklad EU,
- jiný cestovní doklad na základě mezinárodní smlouvy.

Cestovní pas, diplomatický pas a služební pas obsahující strojově čitelné údaje a nosič dat s biometrickými údaji se vydá s územní platností do všech států světa a s dobou platnosti 5 let občanům mladším 15 let, nebo 10 let občanům starším 15 let.

### Pobyt cizinců
Úprava zákona o pobytu cizinců se nevztahuje na cizince, kteří požádali ČR o ochranu formou azylu a na cizince, který pobývá na území ČR na základě zvláštního právního předpisu upravujícího přechodný pobyt cizích ozbrojených sil.
Státní správu na úseku vstupu a pobytu cizinců na území ČR a jejich vycestování vykonává policie, cizinecká policie České republiky. 
Působnost správních orgánů podle zákona o pobytu cizinců vykonávají v rámci policie:
- ředitelství služby cizinecké a pohraniční policie
- oblastní ředitelství cizinecké a pohraniční policie a jejich dislokovaná pracoviště, kterými jsou:
- oddělení cizinecké policie
- referáty cizinecké a pohraniční policie a odbor cizinecké policie Praha-Ruzyně
- odbor pátrání a kontroly pobytu

Působnost Ministerstva vnitra spočívá ve výkonu dozoru nad policií, plnění úlohy nadřízeného orgánu ve správním řízení vůči ředitelství služby cizinecké a pohraniční policie a v dalších úkolech podle zákona o pobytu cizinců. 
Státní správu ve věcech povolování pobytu cizinců požívajících výsad a imunit vykonává Ministerstvo zahraničních věcí, jakož i při udělování víz prostřednictvím zastupitelského úřadu.
Vízum je povolení, které po dobu platnosti opravňuje cizince ke vstupu a pobytu na území ČR a vycestovat z něj. Na udělení víza není právní nárok. Žádost o udělení víza se podává na zastupitelském úřadu, pokud zákon nestanoví jinak, a na úředním tiskopise. Zákon podrobně stanoví náležitosti žádosti o víza, důvody neudělení víza, jakož i zánik platnosti víza.

### Státní občanství ČR
Pojem státní občanství České republiky vyjadřuje trvalý právní vztah občana České republiky a státu – České republiky. Obsahem státního občanství jsou oprávnění a povinnosti subjektů tohoto vztahu, tj. státu a jednotlivého občana.  
Ústava ČR stanoví, že nikdo nemůže být proti své vůli zbaven státního občanství. V dalších otázkách nabývání a pozbývání státního občanství odkazuje na zákonnou úpravu kterou je zákon č. 186/2013 Sb., o státním občanství České republiky.

## Právo shromažďovací
Podle zákona č. 84/1990 Sb., o právu shromažďovacím, mají občané právo se pokojně shromažďovat. Výkon tohoto práva slouží k využívání svobody projevu a dalších ústavních práva svobod, k výměně informací a názorů a k účasti na řešení veřejných a jiných společných záležitostí vyjádřením postojů a stanovisek. Za shromáždění se považují též pouliční průvody a manifestace.
Shromáždění jsou zakázána v okruhu 100 m od budov zákonodárných sborů nebo od míst, kde tyto sbory jednají a od budov Ústavního soudu nebo od míst, kde Ústavní soud jedná.
Působnost ve věcech práva shromažďovacího vykonávají v přenesené působnosti obecní úřady, v jejichž obvodu se má shromáždění konat, dále pověřený obecní úřad, přesahuje-li místo konání shromáždění územní obvod obecního úřadu, a pokud přesahuje i jeho území, potom krajský úřad, a přesahuje-li hranice kraje, ministerstvo vnitra.
Realizace shromažďovacího práva není vázána na předchozí povolení státního orgánu, ale je založena na tzv. oznámení. V některých případech zákon ani tuto povinnost nepředepisuje. Jedná se o shromáždění členů, pracovníků a jmenovitě pozvaných hostů právnických osob, procesí, poutě a jiná církevní shromáždění sloužící k projevům náboženského vyznání, shromáždění v obydlích občanů a shromáždění jmenovitě pozvaných osob v uzavřených prostorách.
K podání oznámení je příslušný tzv. „svolatel“ shromáždění, jímž může být občan starší 18 let nebo právnická osoba se sídlem na území ČR, anebo skupina osob. Svolavatel je povinen shromáždění písemně oznámit, a to tak, aby obecní úřad oznámení obdržel nejméně 5 dnů předem. V odůvodněných případech lze oznámení přijmout i v kratší lhůtě. V oznámení musí být uvedeny určité taxativně stanovené údaje, zejména účel shromáždění, den, místo, doba zahájení a jde-li o shromáždění konané na veřejném prostranství, též doba ukončení, předpokládaný počet účastníků, potřebný počet pořadatelů a způsob jejich označení, a dále jméno, příjmení, trvalý pobyt a rodné číslo svolavatele.
Příslušný úřad posuzuje konání oznámeného shromáždění z hledisek zachování veřejného pořádku, jakož i bezpečnosti místa jeho konání pro zdraví účastníků shromáždění, a dále účel shromáždění, který nesmí být protiústavní či protizákonný. Může s ohledem na místní podmínky nebo na veřejný pořádek svolavateli navrhnout, aby se shromáždění konalo na jiném místě nebo v jinou dobu. Zákon rovněž umožňuje radě obce ve svém územním obvodu určit nařízení místa, kde lze konat shromáždění dle zákona o právu shromažďovacím bez oznámení, a zároveň i stanovit dobu, v níž se taková shromáždění konat nesmějí.
Příslušný úřad shromáždění zakáže, nebo již probíhající shromáždění rozpustit, jestliže nastanou některé ze zákonem taxativně stanovených podmínek, zejména jestliže oznámený účel shromáždění směřuje k výzvě k popírání nebo omezování osobních, politických nebo jiných práv občanů, k dopouštění se násilí nebo hrubé neslušnosti, nebo k výzvě jinak porušovat ústavu nebo zákony, nebo se má shromáždění konat na stejném místě a ve stejnou dobu jako jiné shromáždění, jehož oznámení došlo dříve a mezi svolavateli nedošlo k dohodě. 
Svolavatel odpovídá za řízení a pokojný průběh shromáždění, pořadatelskou službu a ukončení shromáždění, k čemuž je oprávněn vydávat sám nebo prostřednictvím pořadatelů pokyny účastníkům shromáždění k zajištění jeho řádného průběhu. Zákon stanoví také povinnosti účastníků shromáždění, a to dbát pokynů svolavatele a pořadatelů a nenarušovat řádný a pokojný průběh shromáždění a po jeho ukončení se pokojně rozejít. Účastníci shromáždění ne¬smějí mít u sebe střelné zbraně nebo výbušniny a rovněž jiné předměty, jimiž lze ublížit na zdraví, lze-li usuzovat, že mají být užity k násilí nebo pohrůžce násilí.
Zákon upravuje přestupek proti právu shromažďovacímu, jež může být spáchán svoláním shromáždění bez splnění oznamovací povinnosti nebo zakázaného, nebo nesplněním určitých povinností svolavatele, a to pokutou do výše 5.000 Kč. Uvedený přestupek je rovněž naplněn neuposlechnutím pořádkových opatření svolavatele nebo pořadatelů, ztěžováním přístupu účastníkům na shromáždění, nošením nebezpečných předmětů na shromáždění, neoprávněným zakrýváním obličeje, a porušením dalších povinností stanovených zákonem, s pokutami odstupňovanými u jednotlivých skutkových podstat do výše 5.000 Kč, 7.000 Kč, 10.000 Kč.

## Právo sdružovací
Právo svobodně se sdružovat, vytvářet spolu s jinými spolky, svazy, kluby, společnosti a sdružení je ústavně garantováno všem. Jde o ústavní záruku vytvářet sdružení ať už v podobě institucionalizované, tj. jako právnickou osobu s vlastní subjektivitou či naopak jako neformální sdružení právním řádem neupravené a jako nový samostatný subjekt práva tedy nevznikající.
Specifickými případy práva sdružovacího je právo sdružování v politických stranách a politických hnutích, sdružování v církvích a sdružování v odborech.
Základním předpisem upravujícím problematiku sdružování byl v minulosti zákon č. 83/1990 Sb., o sdružování občanů. Od 1.1. 2014 s účinností nového občanského zákoníku (zák. č. 89/2012 Sb., občanský zákoník) byl zákon  č. 83/1990 Sb. zrušen. Nově vzniklé svazky osob vedené společným účelem se nazývají jako spolky. Podle přechodného ustanovení občanského zákoníku § 3045 se i občanská sdružení (vzniklá podle zákona č. 83/1990 Sb., o sdružování občanů ve znění do 1. 1. 2014) považují za spolky podle občanského zákoníku. Jejich úprava se tedy řídí zejména ustanoveními § 214–302 občanského zákoníku.
Spolky se nově zapisují do spolkového rejstříku, který vede rejstříkový soud podle zákona č. 304/2013 Sb., o veřejných rejstřících právnických a fyzických osob v aktuálním znění (tj. po novele zákonem č. 87/2014 Sb., kterým se mění některé zákony v souvislosti s účinností rekodifikace soukromého práva - účinné od 1. 5. 2015).